# Kiffestift
Das Kiffestift befindet sich in der Robert-Koch-Straße 17 in der lippischen Stadt Oerlinghausen in Nordrhein-Westfalen. Das Bauwerk ist mit der Nummer 37  als Baudenkmal in die städtische Denkmalliste eingetragen.

## Geschichte
Das dreistöckige Gebäude aus Natursteinmauerwerk ist eine Stiftung des Bremer Kaufmanns F.W. Kiffe an die Gemeinde Oerlinghausen. Es wurde im Jahr 1888 errichtet und diente damals als „Alten- und Siechenheim“. In den beiden Weltkriegen des 20. Jahrhunderts wurde es als Lazarett für verwundete Soldaten eingesetzt.
In den 1920er und 1930er Jahren kam es zu wirtschaftlichen Problemen und das Kiffsstift konnte sich nur mit Mühe und Not behaupten. Im Jahr 1954 wurde es dem Evangelischen Hilfswerk in Detmold übertragen. 1991 erfolgte die Auflösung als gemeinnützige Stiftung und die Abtretung des Hauses an die Stadt Oerlinghausen und die Evangelisch-reformierte Kirche. 1994 entschied der Vorstand der evangelisch-reformierten Kirchengemeinde Oerlinghausen unter der Leitung von Erich Diekhof, ein neues Altersheim unter Einbeziehung des Kiffe- und Mariannenstifts zu errichten. Die Eröffnung des Evangelischen Altenzentrums Oerlinghausen erfolgte im Jahr 1996.
Die gemeinnützige Ev. Altenzentrum Oerlinghausen GmbH als Träger der Einrichtung beschloss 2011 die Erweiterung des Altenzentrums. Der Neubau liegt an der Robert-Koch-Straße zwischen dem Kiffe- und Mariannenstift und wurde Ende 2012 fertiggestellt. Die Verantwortlichen hatten sich für einen Neubau entschieden, der sich bewusst von den unter Denkmalschutz stehenden Natursteinhäusern rechts und links abhebt.